# Sustenpasset
Sustenpasset (2.224 m.o.h.) er et bjergpas i Schweiz. Sustenpasset forbinder Reuss-dalen ved foden af Gotthard-massivet med Hasli-dalen i Berner Oberland og landsbyen Wassen i kanton Uri med byen Innertkirchen i kanton Bern.
Fra Innertkirchen går Grimselpasset mod syd.
Det spektakulære Susten vejpas tjener hovedsageligt til turismevej og er derfor et af de sidste til at blive ryddet for sne. Passet forbliver ofte lukket fra begyndelsen af november til juni. Den nuværende vej over passet blev bygget mellem 1938 og 1946.

## Galleri
- Udsigt fra bjergvejen til passet
- Udsigt til floden Steinwasser[10]
- Sustenhorn 3.502 m.o.h.[11]
- Steingletsjer[12]
- Tunnel på vestlige side[13]
- Sustenpassets højeste punkt set fra den vestlige side[14]

Fra Innertkirchen stiger vejen 1.675 meter til passets toppunkt og falder igen 1.389 meter ned til byen Wassen over en distance på 45,8 km. Passet har 26 broer og tunneller.